# تاكاشي هيراوجيما
تاكاشي هيراوجيما (باليابانية: 平島 崇) (3 فبراير 1982 في ساكاي في اليابان – )؛ هو لاعب كرة قدم ياباني سابق كان يلعب كمدافع.

## وصلات خارجية
- تاكاشي هيراوجيما على موقع رابطة كرة القدم اليابانية للمحترفين (اليابانية)
- تاكاشي هيراوجيما على موقع قاعدة بيانات كرة القدم.إي يو (الإنجليزية)
- تاكاشي هيراوجيما على موقع Soccerway.com (الإنجليزية)
- تاكاشي هيراوجيما على موقع عالم كرة القدم.نت (الإنجليزية)